# Camané
Pour les articles homonymes, voir Guetta.
Camané, de son vrai nom Carlos Manuel Moutinho Paiva dos Santos (né le 20 décembre 1966 à Oeiras), est un chanteur portugais.

## Biographie
Camané commence à s'intéresser à la musique un peu par hasard, alors qu'il se remettait d'une maladie infantile, en fouillant dans la collection de disques de ses parents. Outre Frank Sinatra, Charles Aznavour et les Beatles, il est fasciné par les grands interprètes de fado : Amália Rodrigues, Fernando Maurício, Lucília do Carmo, Maria Teresa de Noronha, Alfredo Marceneiro et Carlos do Carmo. Comme le dit le chanteur de fado dans une interview au Diário de Notícias (cf. « J'ai enregistré mon premier album après un coup de fil d'Amália », in DN, 28 avril 2013).
Sa première prestation publique a lieu au restaurant Cesária à Alcântara, de sa propre initiative, lorsqu'il s'approche des musiciens et demande à chanter un fado de Fernando Maurício. À partir de ce moment-là, il commence à se rendre fréquemment dans des organisations où l'on chantait du fado, afin de pouvoir continuer à chanter. À 11 ans, il participe pour la première fois à la Grande Noite do Fado, à une époque où il n'existait pas de concours séparé pour les plus jeunes. Deux ans plus tard, lors de l'édition 1979, il gagne et est invité à enregistrer un disque produit par le maestro António Chainho.
En 2008, il participe à l'album caritatif UPA - Unidos Para Ajudar, sur lequel il collabore avec Dead Combo sur une reprise de Vendaval,. Camané et Aldina Duarte apparaissent dans le film franco-portugais La Religieuse portugaise, sorti en 2009, réalisé par Eugène Green, dans lequel Camané chante Ser aquele, une chanson basée sur un poème de Fernando Pessoa.
En 2015, il revient aux albums originaux avec Infinito Presente, qui se classe directement à la première place des ventes. José Mário Branco est à nouveau responsable de la production et de la direction musicale, et écrit les paroles de cinq chansons. Il en est également le producteur artistique, avec Manuela de Freitas.
L'année 2017 commence par sa participation à l'album hommage à David Bowie, conçu par David Fonseca, où il interprète une reprise de Space Oddity. Il est également honoré en Italie par le prestigieux prix Tenco. En 2017, il sort un nouvel album dans lequel il rend hommage à Alfredo Marceneiro,.
En novembre 2019, José Mário Branco décède, mettant fin à la collaboration entre le chanteur vétéran et le chanteur de fado.

## Discographie

### Albums studio
- 1995 : Uma Noite de Fados (EMI)
- 1998 : Na Linha da Vida (EMI)
- 2000 : Esta Coisa da Alma (EMI)
- 2001 : Pelo Dia Dentro (EMI)
- 2008 : Sempre de Mim (EMI, CD-DVD), édition limitée
- 2010 : Do Amor e dos Dias (EMI, CD-DVD), édition limitée
- 2013 : O Melhor 1995-2013 (EMI, CD)
- 2015 : Infinito Presente (Warner, CD)
- 2017 : Camané - Canta Marceneiro (Parlophone Portugal, CD)
- 2021 : Horas Vazias (Warner Music Portugal)[13]

### Albums live
- 2003 : Como Sempre... Como Dantes

### Clips
- 2006 : DVD - Ao Vivo no São Luiz
- 2009 : DVD + CD - Camané ao Vivo no Coliseu - Sempre de Mim